# Паскауцы
Паскауцы (рум. Păscăuţi, Пэскэуць) — село в Рышканском районе Молдавии. Наряду с сёлами Домашканы, Дуруитоаря и Проскуряны входит в состав города Костешты.

## География
Село расположено на высоте 143 метров над уровнем моря.

## Население
По данным переписи населения 2004 года, в селе Пэскэуць проживает 950 человек (442 мужчины, 508 женщин).
Этнический состав села:
| Национальность | Число жителей | Процентный состав |
| -------------- | ------------- | ----------------- |
| украинцы       | 755           | 79.47             |
| молдаване      | 139           | 14.63             |
| русские        | 52            | 5.47              |
| румыны         | 1             | 0.11              |
| гагаузы        | 1             | 0.11              |
| прочие         | 2             | 0.21              |
| Всего          | 950           | 100%              |